# Farasmanes IV
Farasmanes IV (em georgiano: ფარსმან IV; romaniz.: P'arsman IV; em grego: Φαρασμάνης; romaniz.: Pharasmánēs), da dinastia cosroida, foi um rei (mefe) do Reino da Ibéria de 406 a 409.

## Nome
Farasmanes (Pharasmanes) ou Faresmanes (Pharesmanes) são as formas latinas do georgiano Farsmane (ფარსმან, P'arsman). Foi registrado em armênio como Farsmane (Փարսման, Pʼarsman) e em grego como Farasrianes (Φαρασριάνης, Pharasriánēs), Faresrianes (Φαρεσριάνης, Pharesriánēs) e Farasmanes (Φαρασμάνης, Pharasmánēs).

## Vida

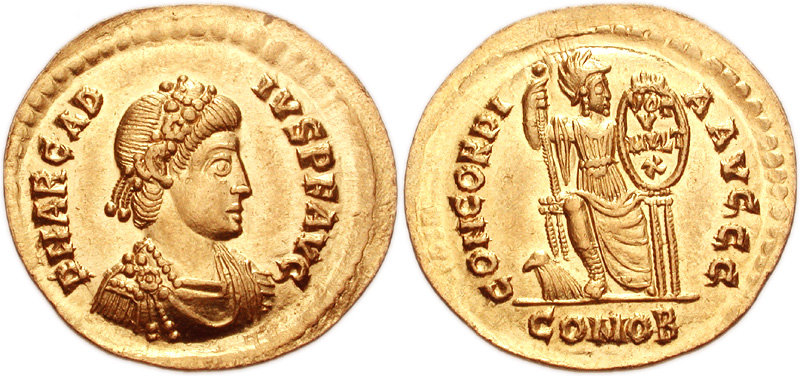
Soldo de Arcádio r.

De acordo com as crônicas georgianas medievais, foi o filho do rei Aspacures III (r. 380–394) e uma princesa georgiana anônima. Caracterizado como um monarca piedoso e um guerreiro excepcional, é registrado como tendo se rebelado contra a hegemonia iraniana e como tendo negado pagamento de tributo ao xá. Ele é também creditado com a construção da Catedral de Bolnissi Sioni. Farasmanes é identificado por alguns estudiosos com o Farasmanes da Vida de Pedro, o Ibério (Vita Petri Iberi) siríaca. Segundo este documento, Farasmanes foi o irmão de Osducte, a avó paterna de Pedro, o Ibério, um teólogo georgiano bem-conhecido e um dos líderes do movimento anticalcedônio no Império Bizantino. Farasmanes desfrutou de uma posição de liderança na corte bizantina e manteve o posto de mestre dos soldados (magister militum) sob o imperador Arcádio (r. 395–408) até ser acusado de cometer adultério com a imperatriz Élia Eudóxia. Escapou à Ibéria, onde tornou-se rei e incentivou os hunos brancos a atacar as fronteiras bizantinas.